# Otto Møller Jensen
Otto Møller Jensen (født 31. juli 1940 i København, død 12. marts 1996 i Hillerød) var en dansk filmskuespiller.
Otto Møller Jensen var kendt som barneskuespiller fra Far til fire-filmene, hvor han spillede hjemmets storebror Ole. Han boede som barn på Amager og legede sammen med Rudi og Anisette Hansen, når de var på besøg hos deres tante Paula som boede i nærheden. Han debuterede i en tidlig alder på scenen hos Ping-Klubben og på og i 1950 i Nørrebro Teaters opsætning af Annie Get Your Gun, der havde Grethe Thordahl i titelrollen. Da Rudi Hansen blev valgt i rollen som Mie i den første Far til fire (1953), spurgte Alice O'Fredericks Rudis mor (Rita Kuni), om hun ikke kendte en dreng, der ville egne sig til rollen som Ole. Hun anbefalede Otto, og efter en prøvefilm på ASA fik han rollen. Da han var mørkeblond, måtte ASA lave en lys paryk til ham. Ved siden af sit filmarbejde medvirkede han i forestillinger ved Solby Scenen, og samtidig indspillede han grammofonplader med Far til fire-melodier hos pladeselskabet Tono. Han blev indkaldt til værnepligt under indspilningen af Far til fire på Bornholm (1959), men fik udsættelse, så han kunne lave filmen færdig. Udover Far til fire-filmene nåede Otto Møller Jensen også at medvirke i Fløjtespilleren (1953) og Arvingen (1954).
Han uddannede sig senere som modedesigner og bosatte sig herefter i Paris, hvor han for alvor forsøgte sig indenfor modeskaber-branchen.
En overgang havde han en modesalon i det indre København i Brolæggerstræde. Han havde derefter i en 10-årig periode en Tobakskiosk i Møntergade i København. I sine sidste leveår boede han i Hillerød og var ansat ved Post- og Telegrafvæsenets filial i Krystalgade i København.
Otto Møller Jensen døde af AIDS i 1996. Han ligger begravet på Hillerød Kirkegård i fællesgraven.